# Isla Vidal Gómez
Isla Vidal Gómez es  una isla de Chile perteneciente al archipiélago patagónico, al grupo del archipiélago Reina Adelaida. Tiene una superficie de 274,3 km².
Administrativamente, pertenece a la provincia de Última Esperanza, en la XII Región de Magallanes.

## Geografía
Es una isla de forma muy irregular, alargada, localizada en la parte interior del archipiélago aunque la punta meridional se abre directamente al océano Pacífico. La isla tiene los siguientes límites:
- Al norte, el canal de Natuel, cuyas aguas separan la isla de la homónima isla Natuel.
- Al este, la pequeña isla Kopaitic.
- Al sureste, el canal Nuevo, cuyas aguas la separan de la isla Maldonado.
- Al sur, la isla Pacheco.
- Al oeste, el canal de Nogueira, cuyas aguas la separan de la isla Contreras.